# Funktionelles Training
Funktionelles Training ist eine alltagsrelevante und sportartübergreifende Trainingsform. Sie beinhaltet komplexe Bewegungsabläufe, die mehrere Gelenke und Muskelgruppen gleichzeitig beanspruchen. Es hat seinen Einzug in unterschiedliche Handlungsfelder gehalten.

## Begriffsdefinition
„Bewegungen, die nur einen einzigen Muskel isoliert beanspruchen, sind als unfunktionell zu bezeichnen. Funktionelle Bewegungsformen integrieren immer mehrere Muskeln und Muskelgruppen gleichzeitig.“ (Gambetta und Gray 2002: Michael Boyle: Functional Training. S. 11). Im Grunde genommen werden Bewegungen anstelle einzelner Muskeln trainiert. Somit steht es im Gegensatz zum traditionellen Krafttraining, bei dem oft ein Großteil der Übungen an Geräten absolviert wird, um die anzusprechenden Muskeln oder Muskelgruppen gezielt zu isolieren. Betrachtet man die Bewegungen des Menschen im (Sport-)Alltag, so fällt auf, dass so gut wie keine Bewegung auf nur ein Gelenk beschränkt ist. Somit wäre es vor dem Hintergrund des funktionellen Trainings unzweckmäßig nur eine bestimmte Muskelgruppe gezielt anzusprechen, wenn doch eine ganze Muskelkette aus einer Vielzahl von Muskeln involviert ist. Dieser Überlegung trägt auch der bekannte amerikanische Physiotherapeut Gary Gray Rechnung, der mit seiner Anschauung zu Muskelfunktionsweisen während des Bewegungsvollzugs, die Denkweise über funktionelles Training revolutionierte. Auch Verfechter des Core-Trainings, als wesentlicher Bestandteil des funktionellen Trainings, gehen davon aus, dass nur über eine stabile Rumpfmuskulatur effektiv Kraft auf die Extremitäten und damit die gesamte aktivierte Muskelkette übertragen werden kann.

## Geschichte
Die Ursprünge des funktionellen Trainings sind in der Rehabilitation von Verletzungen und Erkrankungen zu suchen. Bereits in den 80er Jahren war es Physiotherapeuten möglich bei Susanne Klein-Vogelbach (Schweiz) Weiterbildungskurse zum Thema aktive und ganzheitliche funktionelle Bewegungstherapie zu besuchen. Darüber hinaus wurde functional Training in den USA schon lange Zeit erfolgreich im Spitzensport eingesetzt. Mark Verstegen war einer der ersten, der zu diesem Thema 1996 ein neues Trainingskonzept namens Core-Training entwickelte. Auch Vern Gambetta und Gary Gray waren mit ihren zahlreichen Veröffentlichungen auf diesem Themengebiet Wegbereiter für den Erfolg des funktionellen Training.

## Trainingsprinzipien

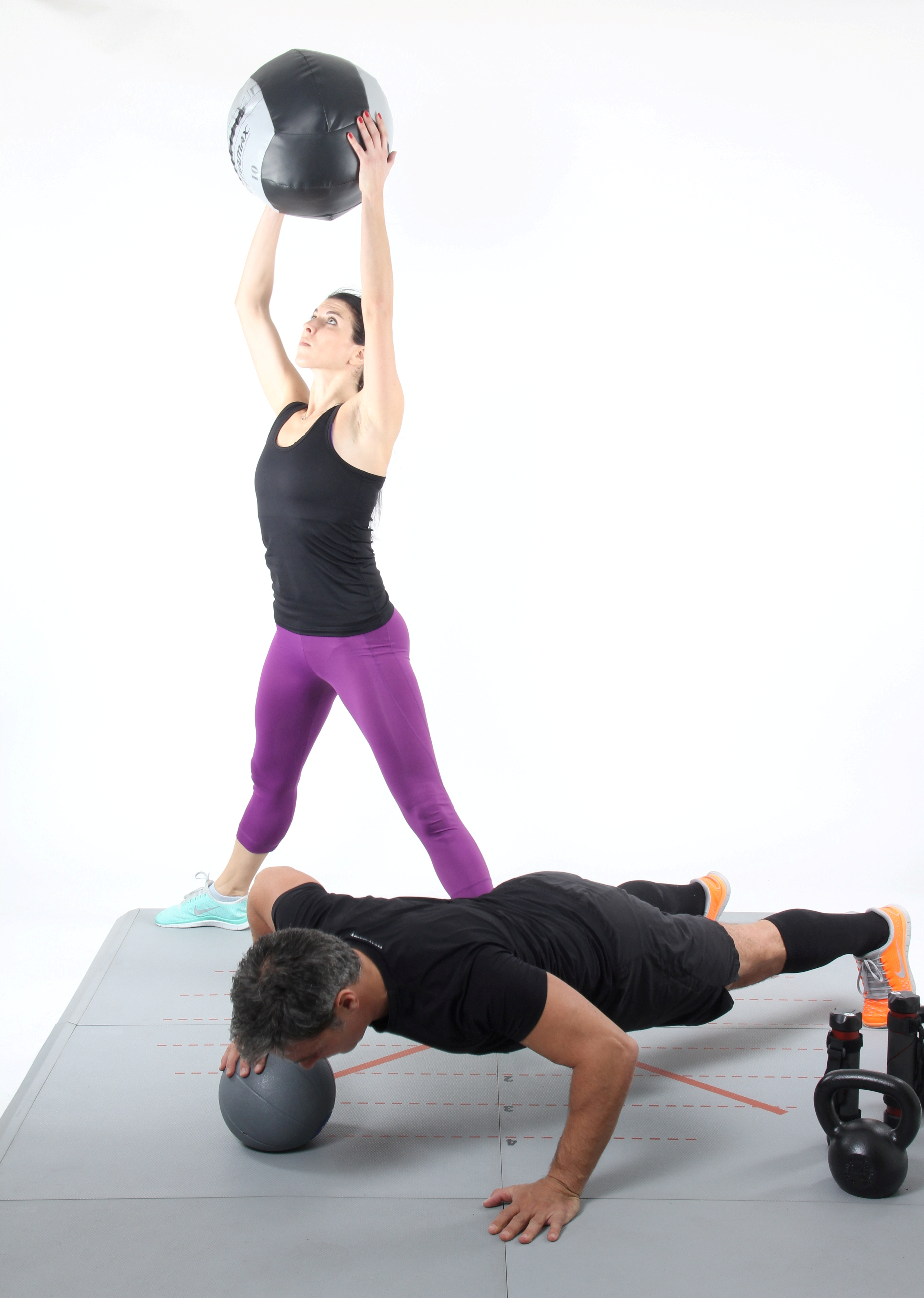
Sportler bei funktionellem Training

„Funktionelle Trainingsprogramme versetzen den Athleten gewollt in eine instabile Lage. Der Sportler muss reagieren und mit gezielten Bewegungen Stabilität wiederaufbauen.“ (Gambetta und Gray 2002: Michael Boyle: Funktional Training, S. 13). Es besteht überwiegend aus Übungen, bei denen der Athlet mit seinem eigenen Körpergewicht als Widerstand arbeitet. Durch die Übung selbst, durch instabile oder labile Unterlagen oder durch einen äußeren Reiz (z. B. Trainer) wird eine instabile Gleichgewichtssituation hervorgerufen, in welcher sich der Sportler stabilisieren beziehungsweise ausbalancieren muss. Diese instabile Situation muss jedoch in progressiver Art appliziert werden. Das bedeutet, dass die Übungen nach und nach komplexer und schwieriger werden. Voraussetzung dafür ist die Kenntnis über den derzeitigen Leistungsstand des Trainierenden, denn es macht einen Unterschied, ob ein Patient nach einer Verletzung ein funktionelles Training erfährt oder ein Athlet in der Hochleistungsphase. Da Gleichgewicht höchst spezifisch trainiert werden sollte, um Transfereffekte in den Alltag oder die Sportart zu gewährleisten, setzt es eine exakte Analyse der Bewegungen voraus und damit der Muskelschlingen, die primär trainiert werden sollten. Funktionelles Training hat jedoch nicht ausschließlich den Anspruch der Leistungssteigerung, sondern auch der Ganzheitlichkeit. Die Übungsauswahl sollte also Kraft, Schnellkraft, Balance, Stabilität, Flexibilität und Ausdauer verbessern. Außerdem ist darauf zu achten, dass ein zweckmäßiges Gleichgewicht zwischen Stoß- und Zugfähigkeit, ebenso wie zwischen knie- und hüftdominanter Hüftstreckung, also beispielsweise der Kraft der vorderen und hinteren Oberschenkelmuskulatur besteht.

## Trainingsequipment
Es existieren viele Trainingsutensilien, die durch ihre Beschaffenheit oder deren Anwendung einen neuen Reiz setzen können. Man unterscheidet zwischen instabilen und labilen Unterlagen für ein Gleichgewichtstraining der unteren Extremität und diversen Kleingeräten, die ein Training der oberen Extremität unter Instabilität ermöglichen. Einige Beispiele sind:
- Latexband (Tube)
- instabile und labile Unterlagen
- Kugelhantel (Kettlebell)
- Kurz- und Langhanteln
- Sandsack (Sandbag, Sandpad)
- Gymnastikball
- Kabelzug
- Schlingentrainer (Sling Trainer)

## Boden
Die Instabilität des Bodens bzw. der Unterlage ist aber nicht nur als Trainingsanreiz interessant. Da gerade im funktionellen Training viel im Stehen, in Stützpositionen und mit Sprüngen gearbeitet wird, ist auch die Dämpfung enorm wichtig. Ein geeigneter Boden sollte dem Trainierenden also gleichermaßen Halt geben, wie Gewicht abfedern. Die Aktion Gesunder Rücken e.V. (AGR) schreibt:  „Beim Functional Training kommt es immer wieder zu sogenannten passiv auftretenden Kraftspitzen. Nur ein guter Untergrund kann diese Belastung für den Körper optimal kompensieren. Das gilt insbesondere für Anfänger oder sportliche Wiedereinsteiger, deren Muskulatur noch nicht so gut ausgeprägt ist.“

## Ziele und praktische Anwendungsgebiete
Richtig angewandt, können Personen aller Altersklassen und Leistungsniveaus vom funktionellen Training profitieren. Es hat mittlerweile Einzug in viele Trainingsbereiche gehalten. Die Zielstellungen sind Leistungssteigerung, -erhaltung, -wiedererlangung, Steigerung der Rumpfstabilität, Verbesserung von Balance, Flexibilität, Stabilisation allgemein sowie von Gelenken, Koordination und Ökonomisierung von Bewegungen. Ursprünglich wurde funktionelles Training jedoch in der Rehabilitation von Patienten angewandt. Den größten Bedeutungszuwachs in Deutschland erhielt funktionelles Training durch die Kooperation von Jürgen Klinsmann und dem amerikanischen Fitnesstrainer Mark Verstegen zur Vorbereitung der deutschen Fußballnationalmannschaft auf die WM 2006. Funktionelles Training kann im Leistungssport einen wichtigen Beitrag zur Verletzungsprävention leisten, indem diejenige spezifische Kraft und Balance entwickelt wird, die nötig ist, um in extremen Belastungssituationen möglichst gut vor Verletzungen geschützt zu sein. In den letzten Jahren hat funktionelles Training in der Fitnessbranche an großer Bedeutung gewonnen und mittlerweile auch Einzug in den Breiten- und Freizeitsport gehalten. Ein weiteres wichtiges Handlungsfeld ist das Personal Training. Viele Trainingskonzepte auf diesem Gebiet basieren ganz fundamental auf den Prinzipien des funktionellen Trainings. Es gibt über 300 verschiedene Übungen, die in funktionellem Training durchgeführt werden. Anfängern wird empfohlen, sich den Bewegungsablauf durch eine fachkundige Person genau zeigen zu lassen, da durch Fehlhaltungen insbesondere im unteren Rückenbereich mehr Schaden angerichtet werden könnte.

## Kontroverse
In den vergangenen Jahren wurden immer mehr neue Ansätze entwickelt, um das Training von Athleten funktioneller zu gestalten und sie damit vor Über- und Fehlbelastungen zu bewahren. Im Zuge dessen kam die Diskussion auf, wie funktionelles Training überhaupt zu definieren sei. Die Vorreiter des funktionellen Trainings vertraten den Standpunkt, dass solch ein Training stets stehend zu absolvieren sei und mehrere zu trainierende Bereiche gleichzeitig ansprechen müsse. Andere Anhänger dieser Trainingsform begannen jedoch mit ihren Athleten Übungen zu absolvieren, die augenscheinlich unfunktionell erschienen. Die Diskrepanz entstand aufgrund der verschiedenen Anforderungen an die Sportler, die durch die ausgeübte Sportart definiert werden. Stabilisierende Übungen sehen anders aus als solche, die vorrangig die Beweglichkeit verbessern sollen. Somit hängt Funktionalität ganz vom jeweiligen Trainingsziel ab. Auch die Ansicht, dass jede funktionelle Übung „ground-based“ (ein geschlossenes System) sein muss, ist längst überholt. Durch Studien ließ sich zweifelsfrei belegen, dass viele stabilisierende Muskelgruppen (tiefe Bauchmuskulatur, Hüftabduktoren, Hüftrotatoren und Schulterblattstabilisatoren) einfache Bewegungen in kleiner Ausführungsamplitude benötigen, um zweckmäßig und möglichst alltagsnah angesprochen zu werden. So kam man zu dem Konsens, dass zwar ein Großteil der Übungen im funktionellen Training stehend absolviert werden und mehrere Muskelgruppen involvieren, jedoch auch wichtige stabilisierende Muskelgruppen isoliert trainiert werden können.